# 福留真紀
福留 真紀（ふくとめ まき、1973年9月25日 - ）は、日本の歴史学者、清泉女子大学文学部文化史学科准教授。
日本近世史が専門。

## 来歴
東京都生まれ。東京女子大学文理学部卒業。2003年、お茶の水女子大学大学院博士後期課程修了。「徳川将軍側近の研究 綱吉～吉宗期を中心に」でお茶の水女子大学より博士（人文科学）を取得。
東京大学史料編纂所特任研究員、長崎大学教育学部准教授、東京工業大学リベラルアーツ研究教育院准教授をへて現職。

## 著書
- 『徳川将軍側近の研究』 校倉書房〈歴史科学叢書〉、2006年
- 『名門譜代大名・酒井忠挙の奮闘』 角川学芸出版〈角川叢書〉、2009年／文藝春秋〈文春学藝ライブラリー〉、2020年
- 『将軍側近柳沢吉保 いかにして悪名は作られたか』 新潮社〈新潮新書〉、2011年
- 『将軍と側近 室鳩巣の手紙を読む』 新潮新書、2014年
- 『名門水野家の復活　御曹司と婿養子が紡いだ100年』 新潮新書、2018年
- 『徳川将軍の側近たち』文春新書、2025年